# Marwin Hitz
Marwin Hitz (São Galo, 18 de setembro de 1987) é um futebolista suíço que atua como goleiro. Atualmente, joga pelo Basel.
Pelo Augsburg fez um gol no último minuto no dia 21 de fevereiro de 2015.

## Títulos
Wolfsburg
- Bundesliga: 2008–09

Borussia Dortmund
- Supercopa da Alemanha: 2019
- Copa da Alemanha: 2020–21